# Ghiacciaio Wilson
Il ghiacciaio Wilson è un ghiacciaio situato sulla costa di Kemp, nella Terra di Enderby, in Antartide. Il ghiacciaio si trova subito a sud del ghiacciaio Seaton, e qui scorre verso est fino ad alimentare la piattaforma glaciale Edoardo VIII.

## Storia
Il ghiacciaio Wilson è stato avvistato per la prima volta nel 1956, durante una ricognizione aerea svolta nel corso di una spedizione di ricerca antartica australiana, ed è stato in seguito così battezzato dal Comitato australiano per i toponimi e le medaglie antartici in onore di H. O. Wilson, un tenente pilota dell'aeronautica militare australiana che nel 1959 era stato di stanza alla stazione Mawson e che morì in un incidente aereo poco dopo il suo ritorno in Australia.